# In the Orbit of Ra
In the Orbit of Ra (vollständiger Titel Marshall Allen Presents Sun Ra and His Arkestra: In the Orbit of Ra) ist ein Kompilationsalbum mit Musik von Sun Ra and His Arkestra. Die von 1958 bis 1977 entstandenen Aufnahmen erschienen am 22. September 2014 auf zwei Langspielplatten, zwei Compact Discs bzw. als Download auf dem britischen Label Strut/Art Yard. Das Album erschien zur Feier des 100. Geburtstags von Sun Ra.

## Hintergrund
Ein Teil der Schwierigkeit, das musikalische Schaffen von Sun Ra damit nicht Vertrauten zu präsentieren, liegt in der Bewältigung der Erwartungen, sowohl angesichts von Sun Ras Ruf als Lieferant weit entfernter Klänge als auch der enorm weitreichenden Genres, mit denen er experimentierte, schrieb Sean Kitching. Daher könnte ein Zuhörer, der einen vollwertigen elektronischen Avantgarde-Angriff erwartet, stattdessen Musik im Stil einer Big Band oder sogar einer kleinen Vokalgruppe finden, je nachdem, auf welches Album er gestoßen ist. Es ist auch ein weit verbreitetes Missverständnis, dass Sun Ras Musik „Free-Jazz“ sei, obwohl Disziplin seine zentrale Lehre war – lange Proben gefolgt von langen Auftritten, Stimmen für einzelne Instrumente oft ausgeschrieben. Doch Sun Ra entschied sich normalerweise dafür, dem Geschehen bewusst einen Strich durch die Rechnung zu machen, indem er sich oft gegen das Spielen des zuletzt einstudierten Materials bei einer bestimmten Aufführung entschied, Arrangements im letzten Moment änderte und zwischen den akribisch einstudierten „Disziplinen“ auch frei improvisierte Abschnitte dirigierte. Dies bedeutete, dass die Arrangements auch dann flexibel blieben, wenn die Band relativ geradlinige Big-Band-Melodien spielte und das Potenzial hatte, in andere Richtungen aufzusteigen. Diese Art der Leichtigkeit der Veränderlichkeit ist in der gesamten Musik von Sun Ra zu hören und macht sie im Wesentlichen so einzigartig, unabhängig davon, welche Genres ein bestimmter Track umfasst. Ein weiterer Aspekt von Sun Ras Musik, der oft übersehen wird, ist die ausgelassene Fröhlichkeit, die alles untermauert. Wie Haf-Fa Rool, der Chef von Enterplanetary Koncept und ein langjähriger Freund von Sun Ra, bei einem Auftritt des Arkestra im Londoner Cafe Oto sagte: „Was hat es mit dieser Musik auf sich? Sie macht manche Leute einfach sehr glücklich.“
In the Orbit of Ra ist eine Zusammenstellung, die eine Einführung in die Musik von Sun Ra bietet, für die Material von den Originalbändern mit zum Teil erweiterten und unveröffentlichten Tracks ausgewählt und neu gemastert wurde. Die Kompilation reicht von Ende der 1950er- bis in die späten 1970er-Jahre, eine Auswahl durch die enorme Vielfalt und Komplexität der Arbeit des Arkestra. Das Album enthält einen bisher unveröffentlichten Sun Ra-Track aus den Art-Yard-Archiven, das akustische „Trying to Put the Blame on Me“, das 1977 live in Rom aufgenommen wurde, zusammen mit einem zuvor unveröffentlichten ersten Teil von „Reflects Motion“ von 1962 und eine bislang unveröffentlichte erweiterte Version von „Island in the Sun“ aus den späten 1960er-Jahren.
Die erste CD enthält die Stücke „Somewhere in Space“ und „The Lady with the Golden Stockings“ – Material aus Alben, die 1966 veröffentlicht, aber bereits 1959 aufgenommen wurden. „Somebody Else's World“ aus den 1970er-Jahren vom Album My Brother the Wind stellt die die Sängerin June Tyson heraus, die Sun Ras Glauben an die selbsterschaffene Natur der mythologischen Realität zum Ausdruck bringe, so Sean Kitching in 2014 einem Artikel in The Quietus. „Plutonian Nights“ ist eine ekstatische Big-Band-Nummer mit dem Tenorsaxophon von John Gilmore. Dem folgt eine ausgedehnte Version des von Flöten und Perkussion angetriebenen „Island in the Sun“ aus dem Jahr 1974. „The Invisible Shield“ dehnt sich mit seinen Trance-auslösenden Wiederholungen auf über zehn Minuten aus. „Rocket Number Nine“ sei das am meisten gecoverte aller Stücke von Sun Ra, von so unterschiedlichen Künstlern wie Yo La Tengo und Zombie Zombie. „Solar Differentials“ aus Secrets of the Sun von 1965 ist vom seltsamen, hallenden Ambiente und den bizarren Space-Gesang von Art Jenkins bestimmt, notierte Sean Kitching.
Die zweite CD beginnt mit „Astro-Black“ von der gleichnamigen LP von 1972. Eine einfache Bassfigur tanzt in und aus dichten elektronischen Klängen und Conga-Beats, gespielt von Stanley ‚Atakatune‘ Morgan, während June Tyson auf unheimliche Weise Sun Ras Poesie intoniert: „Astro black mythology/Astro timeless immortality/Astro thought in mystic sounds/Astro black of outer space.“ Dies sei eine „klare Aussage“ über die Bestimmung des kosmischen Geschehens, glaubt Sean Kitching. Des Weiteren enthält die CD „Dance of the Cosmo Aliens“ aus Disco 3000 von 1978. Dieser Track wurde hauptsächlich von Ra auf dem Moog-Synthesizer und dem Drumcomputer mit etwas begleitender Perkussion von Luqman Ali gespielt. Der unveröffentlichte Track „Trying to Put the Blame on Me“, mit Sun Ra am Piano und mit Gesang, zeige „die verletzlichere Seite des Mannes selbst“.

## Titelliste
- Marshall Allen Presents Sun Ra and His Arkestra: In the Orbit of Ra (STRUT109CD, Art Yard STRUT109CD)[2]

CD 1
1. Sun Ra and His Myth Science Orchestra - Somewhere in Space 3:02
2. Sun Ra and His Solar-Myth Arkestra - The Lady with the Golden Stockings (a.k.a. The Golden Lady) 7:43
3. Sun Ra and His Astro Infinity Arkestra - Somebody Else's World 4:03
4. Spontaneous Simplicity 7:59
5. Sun Ra and His Solar-Myth Arkestra - Plutonian Nights 4:24
6. Sun Ra and His Myth-Science Arkestra - Angels and Demons at Play 2:55
7. Island in the Sun (Extended Version, previously unreleased) 10:22
8. Sun Ra and His Myth Science Orchestra - Rocket Number Nine Take Off for the Planet Venus 6:22
9. Sun Ra & His Solar Arkestra - Solar Differentials 6:24

CD 2
1. Sun Ra and His Arkestra - Astro Black 10:55
2. Have You Heard the Latest News from Neptune 5:53
3. Dance of the Cosmo-Aliens (Live in Milan, 1978) 11:07
4. Trying to Put the Blame on Me (Live in Rome, 1977) 3:45
5. Sun Ra and His Solar Arkestra - Planet Earth 4:58
6. Sun Ra and His Myth-Science Arkestra - The Nile 4:56
7. Sun Ra & His Solar Arkestra - Reflects Motion (Part One, previously unreleased) 3:23
8. Sun Ra & His Solar Arkestra - Reflects Motion (Part Two) 8:11
9. Sun Ra and His Arkestra - Ancient Aiethiopia 9:17
10. Sun Ra and His Myth Science Orchestra - Interplanetary Music 2:42
11. Sun Ra and His Myth Science Arkestra - We Travel the Spaceways 3:21

Wenn nicht anders vermerkt, stammen die Kompositionen von Sun Ra.

## Herkunft der Aufnahmen
- 1-1 und 1-8: Interstellar Low Ways (El Saturn Records LP LP-203). Aufgenommen in Milwaukee, Wisconsin, am 14. Juni 1960. Veröffentlicht 1965 El Saturn Records.
- 1-2 und 1-5: The Nubians of Plutonia (El Saturn 406). Aufgenommen in Chicago, 1958-1959, veröffentlicht 1969.
- 1-3: My Brother the Wind Volume II auch 'Somebody Else's Idea (Saturn Research LP ESR 523). Aufgenommen in New York, 1969, veröffentlicht 1971
- 1-4: Pictures of Infinity (Black Lion Records LP BL-106). Aufgenommen in New York 1968, veröffentlicht 1968.
- 1-6: Angels and Demons at Play (Saturn Records LP SR 9956-2-O/P). Aufgenommen im Studio der Hall Recording Company, Chicago, Ende 1960. Veröffentlicht 1965.
- 1-7: The Invisible Shield (El Saturn Records LP LP 529). Aufgenommen im Variety Recording Studio, New York, zwischen 1968 und 1970. Veröffentlicht 1974.
- 1-9 und 2-8: Secrets of the Sun (Saturn Research LP GH 9954 E/F). Aufgenommen im Choreographers' Workshop, New York 1962, veröffentlicht 1965.
- 2-1: Astro Black (Impulse LP AS-9255). Aufgenommen Anfang 1972, veröffentlicht 1973.
- 2-2: Discipline 27/II (Saturn LP 538). Aufgenommen in den Streeterville Studios, Chicago, 19. Oktober 1972, veröffentlicht 1973.
- 2-3: Disco 3000 (Saturn Gemini LP CMIJ 78). Aufgenommen im Teatro Ciak, Mailand am 23. Januar 1978, veröffentlicht 1978.
- 2-4: Zuvor unveröffentlicht; aufgenommen live in Rom 1977.
- 2-5: Sun Ra Visits Planet Earth (El Saturn Records LP LP 207). Aufgenommen in Chicago 1957 oder 1958, veröffentlicht 1965.
- 2-6: When Sun Comes Out (Saturn Research LP LP2066). Aufgenommen im Choreographers' Workshop, New York, November 1962; veröffentlicht 1963.
- 2-7: Zuvor unveröffentlicht. Aufgenommen im Choreographers' Workshop, New York 1962.
- 2-9: Jazz in Silhouette (El Saturn Records LP 5786). Aufgenommen 1958 im El Saturn Studio, Chicago; veröffentlicht 1959.
- 2-10 und 2-11: We Travel the Space Ways (Saturn Records LP HK5445). Aufgenommen bei Proben 1960, veröffentlicht 1967.

## Rezeption

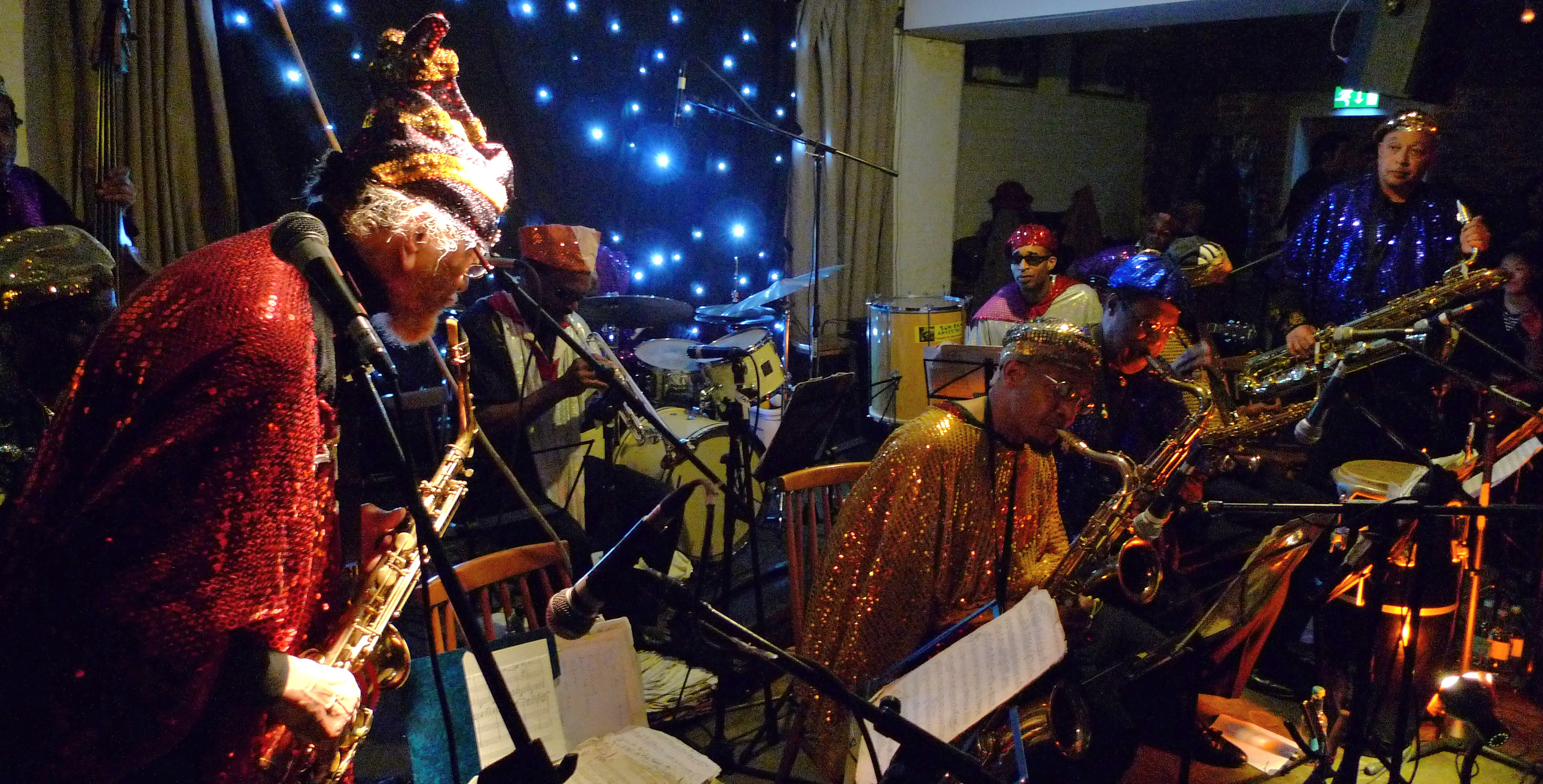
Marshall Allen führte nach Sun Ras Tod das Arkestra weiter, hier bei einem Auftritt in London 2010

Edwin Pouncey schrieb in Jazzwise, präsentiert vom aktuellen Arkestra-Bandleader Marshall Allen, umfasse diese Sammlung erstklassiger Sun-Ra-Kompositionen fast seine gesamte Karriere und könne als die ideale Einführung in den Menschen Sun Ra und sein mystisches Musikuniversum gelten. Höhepunkte seien das Moog-infizierte „Astro Black“ (ursprünglich auf dem gleichnamigen Album bei ABC/Impulse! veröffentlicht), der ägyptische Groove, der sich durch „Ancient Aiethiopa“ bewege, und ein kraftvoll gespieltes „Rocket Number Nine Take Off For Planet Venus“. Es gebe sicher auch andere Kompilationen (wie etwa Sun Ra Came Down to Earth von Evidence und das exzellente Out There a Minute von Blast First), aber hier würde Ras Musik, Poesie und Philosophie nicht so sehr remixt oder neu gemastert klingen, sondern wiedergeboren, damit eine neue Generation sie entdecken kann.
TJ Gorton (BeatCaffeine) schrieb, auf dieser brillanten Kompilation hätten sich die in London ansässigen Label Strut Records und Art Yard mit Marshall Allen, dem letzten verbliebenen Mitglied der Sun-Ra-Gruppen aus den 1950er-Jahren, zusammengetan, um eine Kompilation zusammenzustellen, die einige der bemerkenswertesten und charakteristischsten Tracks von Sun Ra herausstelle.
Sean Westergard verlieh dem Album in Allmusic vier Sterne und schrieb, es gebe niemanden mit einem tieferen Verständnis der Musik von Sun Ra als Marshall Allen, und das sei Teil dessen, was In the Orbit of Ra zu einer so besonderen Sammlung mache. Allens Auswahl zeige, dass von Anfang an eine starke, kohärente musikalische Vision vorhanden war – aber die meisten Zuhörer waren dafür wahrscheinlich noch nicht bereit, so der Autor. Es gebe hier zwar ein paar charakteristische Melodien, aber dies sei nicht wirklich eine Greatest-Hits-Sammlung. Stattdessen sei es eine geführte Tour von Marshall Allen tief in die Musik von Sun Ra hinein. Obwohl das meiste Material bereits verfügbar war, sei In the Orbit of Ra für Fans nahezu unverzichtbar und ein ziemlich guter Ausgangspunkt für den neugierigen Sun-Ra-Neuling.
Nach Ansicht von Andy Beta, der das Album in Pitchfork Media rezensierte, deckt Marshall Allens gut kuratierte Kompilation mit zwanzig Stücken auf zwei CDs so viel Boden (oder vielmehr Raum) ab, wie es angesichts des Umfangs des Katalogs nur möglich ist. Die Sammlung gehe auf fast alle Aspekte des multidimensionalen Sounds seines Bandleaders ein und präsentiere eine kohärente Flugbahn durch dieses Universum, die zwischen jenseitigen Erkundungen und erdgebundenen Beats wechsle. Es beginne mit den geschickten melodischen Wendungen von „Somewhere in Space“, das 1958 aufgenommen wurde, und gehe in die trommeltrunkene siebenminütige Suite „The Lady with the Golden Stockings“ über, die nur zwei Jahre später aufgenommen wurde. Die zweite CD tauche in Sun Ras ausgefallenere Kost ein und balanciere sie mit klassischeren Jazznummern aus. „Astro Black“, die zehnminütige Suite aus seinem gleichnamigen Album von 1973, klinge wie Duke Ellingtons Dschungelmusik, die in den tiefsten Weltraum geschossen wurde.
Letztlich sei Ras Musik eine Mischung aus experimentierfreudiger Unschuld und dunkelstem Blues. Diese Weltraumgesänge seien nur Feldgeheul, das in den Weltraum transportiert werde, weit entfernt von der Welt der zutiefst verbitternden Rassentrennung, die er in Amerika durchlebte. Er postuliere sich selbst als außerirdische Lebensform, um sein Gefühl der Entfremdung hier auf der Erde zu verkörpern. „Diese Welt ist mir fremd“, singt er in der Piano-ballade „Trying to Put the Blame On Me“. „Ich fühle mich allein/ so ganz allein/ wie eine andere Art von Wesen.“
Nach Ansicht von Sean Kitching (The Quietus) präsentiert diese Zusammenstellung den Umfang von Sun Ras Musik viel besser als alle anderen zuvor. Aufgrund des Remasterings von den Originalbändern sei auch die Klangqualität durchgehend hervorragend. Als einer der produktivsten Musiker, die je gelebt haben (mit über 150 Alben, von denen 180 hier aufgelistet sind), sei Sun Ra ein Künstler, für den Compilations ein unumgängliches Tor für potenziellen Fans bieten, die ansonsten von der verwirrenden Vielfalt seines aufgenommenen Outputs abgeschreckt wären.